# Tündérlóri
A tündérlóri (Charmosynopsis pulchella), korábban aranycsíkos lóri, a madarak osztályába a papagájalakúak (Psittaciformes) rendjébe és a szakállaspapagáj-félék (Psittaculidae) családjába, azon belül a lóriformák (Loriinae) alcsaládjába tartozó faj.
A 2020-ban lezajlott filogenetikai vizsgálatok eredményeképp sorolták át a Hypocharmosyna nembe, korábban a Charmosyna nembe tartozott.

## Rendszerezése
A fajt George Robert Gray angol ornitológus írta le 1859-ben.

## Alfajai
- Charmosynopsis pulchella pulchella (G. R. Gray, 1859) - a Madárfej-félsziget és a középső hegyláncok Új-Guinea szigetén
- Charmosynopsis pulchella rothschildi (Hartert, 1930) - a Foja-hegység és a Cyclops-hegység (Új-Guinea középső részén)[2]

## Előfordulása
Új-Guinea szigetén, Indonézia és Pápua Új-Guinea területén honos. Természetes élőhelyei a szubtrópusi és trópusi síkvidéki és hegyi esőerdők. Nem vonuló, de élőhelyéről elkóborol.

## Megjelenése
Testhossza 18–19 centiméter, testtömege 24–35 gramm.

## Természetvédelmi helyzete
Az elterjedési területe nagy, egyedszáma pedig stabil. A Természetvédelmi Világszövetség Vörös listáján nem fenyegetett fajként szerepel.